# Hereroa tenuifolia
Hereroa tenuifolia är en isörtsväxtart som beskrevs av L. Bol. Hereroa tenuifolia ingår i släktet Hereroa och familjen isörtsväxter. Inga underarter finns listade i Catalogue of Life.